# Gilles Hampartzoumian
Gilles Hampartzoumian, né le 20 mai 1969 à Marseille, est un footballeur professionnel français. Son poste de prédilection était défenseur (arrière droit).

## Biographie
Avec l'AS Cannes et le Lille OSC, il débute en première division du championnat de France en 1988-1989, et y joue régulièrement de 1993 à 1998. Il dispute aussi deux matchs de coupe d'Europe avec le club cannois en 1994. Il est suspendu deux mois en 1996 pour contrôle positif au cannabis. Sa fin de carrière est gâchée par les blessures.
Dans les années 2000, il participe au tournage du film « Une équipe de rêve », et devient ensuite entraîneur de l'US Cannes, un autre club de la ville.
En 2022, le magazine So Foot le classe dans le « top 1000 » des meilleurs joueurs du championnat de France.

## Carrière

### Joueur
- 1988-1991 :  AS Cannes (D1)
- 1991-1992 : →  Stade de Vallauris (prêt)
- 1992-1996 :  AS Cannes (D2 / D1)
- 1996-1997 :  Lille OSC (D1)
- 1997-1998 :  AS Cannes (D1)
- 1998-2000 :  US Marseille Endoume (CFA / CFA 2)
- 2000-2002 :  US Cagnes-sur-Mer[4] (CFA 2)

### Entraineur
- 2009-2015 :  US Cannes (niveau régional)

## Statistiques
- 92 matchs et 1 but en Division 1
- 5 matchs en Division 2
- 2 matchs en Coupe de l'UEFA
- 2 matchs en Coupe Intertoto